# Johannes Waldburger

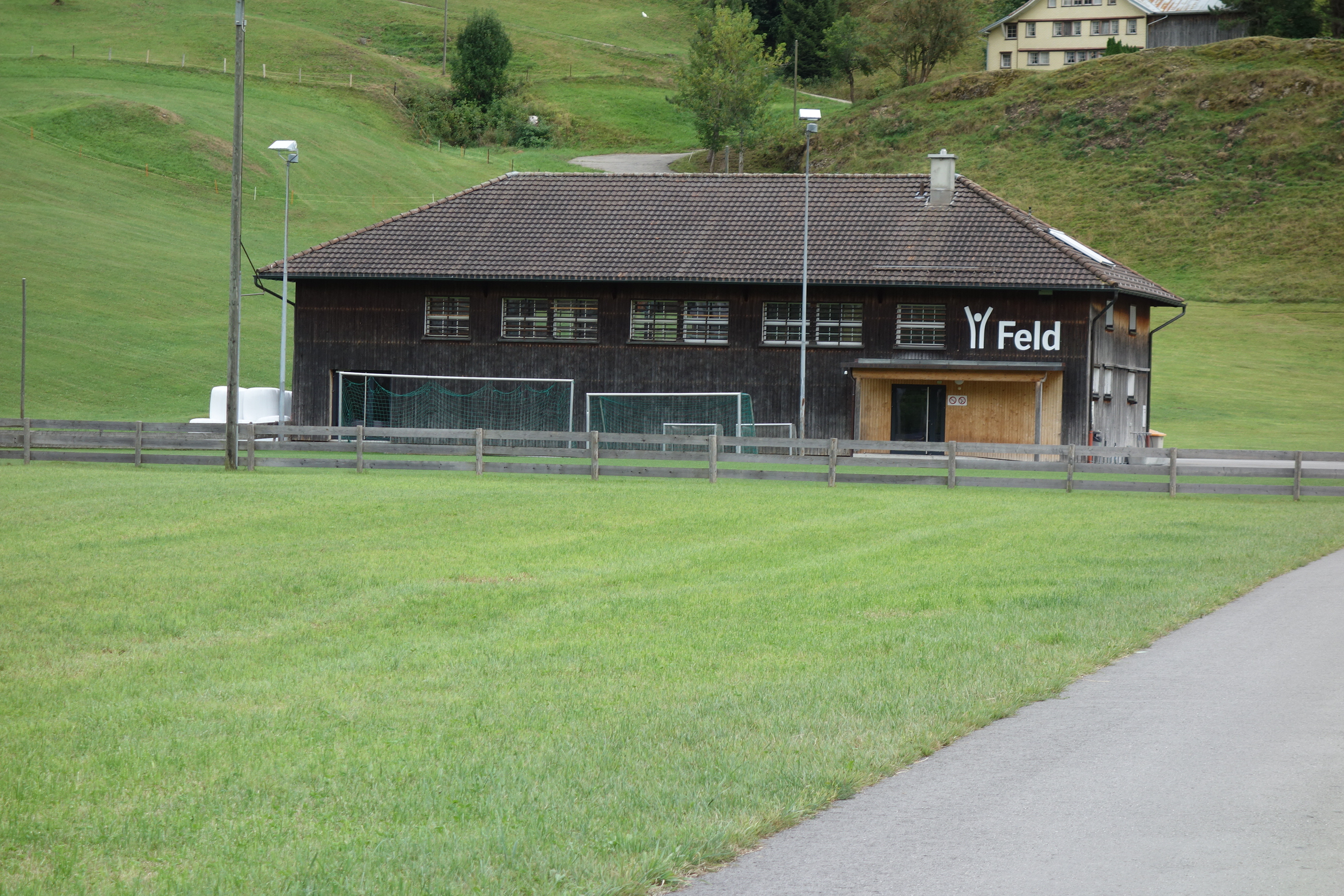
Alte Turnhalle Feld in Urnäsch

 Johannes Waldburger (* 30. Juli 1903 in Teufen AR; † 2. Februar 1984 in Herisau) war ein Schweizer Zimmermann und Architekt. Er entwarf und baute mehr als 60 Gebäude unterschiedlichster Typologien, vorwiegend im Appenzellerland. Konsequent orientierte er sich an den traditionellen Bauten der Region und entwickelte diese mit zeitgenössischen Materialien und Konstruktionsmethoden weiter.

## Leben
Am 31. März 1931 heiratete Johannes Waldburger Julia Emma Hedwig Langhans in Davos. Das Paar lebte in den ersten Ehejahren im Sertigtal. Der zweite Wohnsitz befand sich in Schwellbrunn, wo Waldburger 1963 ein Privathaus mit angebautem Architekturbüro erstellte. Wie seine Frau war er von der Mazdaznan-Lehre überzeugt und lebte nach deren Grundsätzen.

## Werk

### Architekt im Appenzellerland
Obwohl Waldburger sein Handwerk beim überregional tätigen Architekten Louis Lobeck gelernt hatte, orientierte er sich an lokalen Eigenschaften. Bemerkenswert ist sein Sinn für Proportionen. Seine Bauten fallen als eigenständige sorgfältig in die Landschaft gesetzte Objekte auf. Anfänglich konstruierte er die Gebäude aus Holz. Später kamen zeitgenössische Baustoffe wie Backstein und Beton zur Anwendung. Sein erstes Büro befand sich in Schwellbrunn südlich der Kirche. 
Mit einem kleinen Team baute er während rund 30 Jahren über 60 Gebäude. Mit seinen Mitarbeitenden reiste Waldburger nach Venedig, Freudenstadt und Marseille. Das Team unternahm aber auch Ausflüge auf den Säntis, da Waldburger in den 1960er-Jahren der „Hausarchitekt“ der Säntisbahnen ist.

### Projekte ausserhalb des Appenzellerlandes
Waldburger baute kaum ausserhalb der Kantonsgrenzen. Bei den Wohnblocksiedlungen Bubental und Untersiggenthal im Kanton Zürich zeigt sich sein typischer Architektur-Stil nicht. Dort orientierte sich Waldburger am verbreiteten Baustil von modernen Wohnsiedlungen. Auch mit Hochhäusern setzte er sich auseinander. So entstanden zeitgemässe Mehrfamilienhäuser mit grosszügigen Wohnflächen.